# ホア族

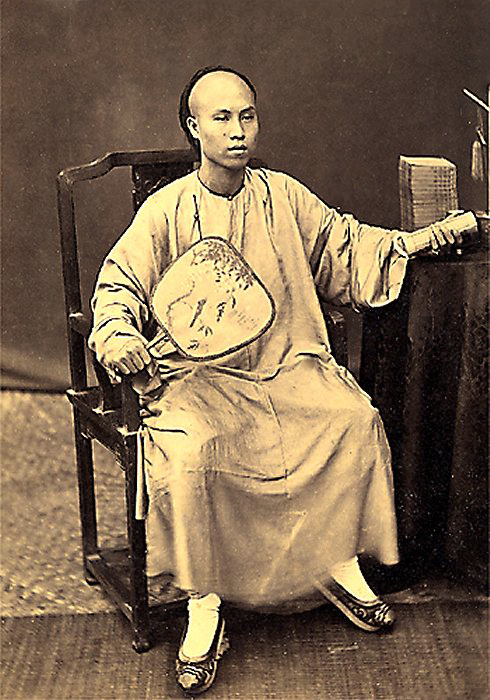
ホア族の商人

ホア族（華族、ベトナム語：Người Hoa / 𠊛華）は、ベトナム国内における華人のベトナムによる呼び名。ベトナム政府によるホア族の分類は、中国語を話す民族のうちサンジウ族 (Sán Dìu) とガイ族 (Ngái) の2つのグループを除外する。中国語圏では越南華人もしくは越籍華人と呼ばれる。大部分は南部ホーチミン市の中華街チョロンに居住している

## 定着
17世紀末、明朝の遺臣ら3000名を載せた船が広南国のダナンに着港し、ベトナムへの亡命を求めると、広南王は南部ドンナイ河流域への定住を認めた。この為、華人は南部ベトナムではタウ（Tàu）（艚＝船 のベトナム語音）とも呼ばれる。19世紀末には華人の子孫はコーチシナで4万人に達した。
20世紀に入ると、船舶などの交通手段発達から交易が栄え、東南アジアへの華人の出入国は盛んとなった。ベトナムでは数十万人の華人が出入りし、移住人口はさらに増えた。1936年の調査によれば、コーチシナで17万人、アンナンで１万人、トンキンで3.5万人の華僑が在住し、「ミンフォン（明郷）」と呼ばれる混血児は7.4万人となった。さらに清朝末から第二次大戦前夜には、混乱を逃れた大量の華人がベトナムに流入した。

## 南北統一後の人口流出
ベトナムに居住する華人の大部分は都市で商業を営み、サイゴンとその中華街チョロンに集中している。1975年以前に南部に居住する華人120万人のうち110万人はサイゴンに在住し、さらにそのうち70万人はチョロン在住であった。中越戦争期には華人が大量に難民として出国したため、チョロンの華人人口は1975年70万人から1978年には10万人にまで激減した。 
当時、香港、マカオの難民収容所の7割は、中国系ベトナム人であった。1978年、オーストラリアのマッケラー移民相は、ベトナム当局が社会事業の一環として国内の華僑人口を減らすため難民の大量流出を助長している証拠は十分に揃っているとしてベトナムを非難した。 オーストラリアは1975−1985年の10年間に9万人以上のベトナム難民を受け入れているが、1986年のオーストラリア在住の華僑・華人人口20万人のうちベトナム出身の華僑・華人は最多の39％で、約8万人であった。
ベトナム全体では1975年以前に南北で145万人の華人が在住していたが、そのうち111万1000人が海外に移住し、26万人は中国に帰国したため、在ベトナムの華人人口は、1975年145万人から1987年28.5万人にまで減少している。
その後、ドイモイ政策以降はベトナムに帰還する華人が増え、華人人口は復調傾向にある。
中越戦争以後、ベトナムから第三国に移住した華人の増加により、フランスやオーストラリア、カナダ、アメリカなどでは世界有数規模のチャイナタウンが新たに形成されていった。 ニューヨークやロサンゼルスの他、シカゴの北華埠、パリ南部13区、シドニー郊外カブラマッタなどの大規模なチャイナタウンは1975年以降、海外に移住したインドシナ系中国人により形成されたものである。